# Пархаев, Иван Дмитриевич
Иван Дмитриевич Пархаев (29 августа 1911, Бражкино, Зарайский уезд, Рязанская губерния, Российская империя — 29 февраля 1968, Бражкино, Рязанская область) — командир стрелкового отделения отдельной учебной роты 181-й стрелковой дивизии, старшина — на момент представления к награждению орденом Славы 1-й степени.

## Биография
Родился 29 августа 1911 года в деревне Бражкино Зарайского уезда Рязанской губернии, Рыбновского района Рязанской области,. В 1923 году окончил начальную школу, с 16 лет начал работать. С 1932 по 1936 годы — бригадир полеводческой бригады в колхозе им. Фурманова. В 1934 году вступил в комсомол; с 1936 по 1938 годы — инструктор Рыбновского райкома комсомола. В 1938 году был избран председателем колхоза в родной деревне.
В августе 1941 года был призван в Красную Армию. С октября 1941 года участвовал в боях с захватчиками. Воевал на Западном, Центральном и 1-м Украинском фронтах. К весне 1944 года старший сержант Пархаев командовал стрелковым отделением отдельной учебной роты 181-й стрелковой дивизии. Член ВКП/КПСС c августа 1944 года.
14 апреля 1944 года старший сержант Пархаев с группой разведчиков проник в тыл врага близ села Тумин и вступил в бой с подразделением неприятеля. Уничтожил до 10 противников, 2 взял в плен, захватил пулемет.
Приказом от 15 октября 1944 года старший сержант Пархаев Иван Дмитриевич награждён орденом Славы 3-й степени.
16 января 1945 года у населенного пункта Тополица старшина Пархаев с отделением стрелков в условиях плохой видимости неожиданно напал на вражеский обоз, уничтожил несколько солдат, 4 взял в плен. Был представлен к награждению орденом Славы.
21 января 1945 года юго-западнее города Опочно группа автоматчиков во главе с Пархаевым напала на вражескую колонну, уничтожила много солдат, 8 взяла в плен, захватила 10 повозок. В этом бою Пархаев был тяжело ранен. Был вновь представлен к награждению орденом Славы.
Приказом от 20 февраля 1945 года старшина Пархаев Иван Дмитриевич награждён орденом Славы 2-й степени.
День Победы встретил в тыловом госпитале. В апреле 1945 году старшина Пархаев был демобилизован.
Указом Президиума Верховного Совета СССР от 27 июня 1945 года за исключительное мужество, отвагу и бесстрашие, проявленные в боях с вражескими захватчиками старшина Пархаев Иван Дмитриевич награждён орденом Славы 1-й степени. Стал полным кавалером ордена Славы.
Вернулся в родную деревню. С марта 1946 по январь 1948 годы работал председателем колхоза имени Фурманова Чемровского сельсовета Рыбновского района. В октябре 1947 года был исключен из партии и в январе 1948 года освобожден от должности председателя колхоза. Обвинялся в злоупотреблении служебным положением и растрате денежных средств. В объяснительной записке в парткомиссию Рязанского обкома КПСС Пархаев писал: «…эти деньги не пропиты, а израсходованы на питание трактористов, для покупки продуктов, а также в колхозе работал 15 дней взвод красноармейцев, [который] питался за счет колхоза из этой суммы». В том же году осужден и приговорен к пяти годам лишения свободы по обвинению в недосеве колхозного поля и растрате денежных средств не по назначению.
В 1950 году досрочно освобожден, вернулся на родину. Работал бригадиром огородной бригады в колхозе имени 18-го партсъезда Рыбновского района. Скончался 29 февраля 1968 года. Похоронен на кладбище деревни Бражкино Рыбновского района.

## Награды
Награждён орденом Красной Звезды, Славы 3-х степеней, медалями.